# A̤

Ukázka znaku A̤

A̤ (minuskule a̤) je speciální znak latinky. Nazývá se A s přehláskou pod. Používá se pouze v přepisu jazyka puxian, používaném v Číně, kde ho reprezentuje znak 裔. V Unicode je majuskulní tvar sekvence <U+0041, U+0324> a minuskulní <U+0061, U+0324>.